# Richard D. Noyes
Richard D. Noyes (n. 1972 ) es un botánico estadounidense, que ha trabajado en taxonomía de Asteraceae; desarrollando su actividad académica como profesor asistente en el "Departamento de Biología Vegetal", de la Universidad de Arkansas Central.

## Algunas publicaciones
- r.d. Noyes. 2000. Biogeographical and evolutionary insights on Erigeron and allies (Asteraceae) from 1TS sequence data. Pl Syst. Evol. 220: 93-ll4

- g.l. Nesom, r.d. Noyes. 1999. Notes on sectional delimitations in Erigeron (Asteraceae: Astereae). Sida 18: 1161-1165

- e.e. Schilling, c.r. Linder, r.d. Noyes, l.h. Rieseberg. 1998. Phylogenetic relationships in Helianthus (Asteraceae) based on nuclear ribosomal DNA internal transcribed space region sequence data. Systematic Botany 23:177-187

- l.h. Rieseberg, r.d. Noyes. 1998. Genetic map-based studies of reticulate evolution in plants. Trends in Plant Sci. 3:254-259

- d.e. Soltis, p.s. Soltis, r.d. Noyes. 1988. An electrophoretic investigation of intragametophytic selfing in Equisetum arvense. Amer. J. Bot. 75: 231-37

- La abreviatura «Noyes» se emplea para indicar a Richard D. Noyes como autoridad en la descripción y clasificación científica de los vegetales.[2]